# Alexandru Bourceanu
Alexandru Bourceanu (* 24. dubna 1985 Galați, Rumunsko) je rumunský fotbalový záložník a reprezentant, který působí v ruském klubu Arsenal Tula.
V roce 2012 se umístil na 4. místě v anketě Fotbalista roku Rumunska, o rok později skončil na 3. místě.

## Klubová kariéra
Bourceanu hrál v Rumunsku za kluby FCM Dunărea Galați, FC Oțelul Galați a FC Politehnica Timișoara.
V červenci 2011 přestoupil do popředního rumunského klubu z hlavního města FC Steaua București. Po 10 ligových zápasech převzal od Cipriana Tătărușanu kapitánskou pásku. V sezóně 2012/13 vyhrál s klubem ligový titul a následně v červenci 2013 i rumunský Superpohár (po výhře 3:0 nad FC Petrolul Ploiești). V sezóně se pak probojoval s klubem do základní skupiny Ligy mistrů (v play-off předkole hrál proti polskému celku Legia Warszawa, v základní skupině se Steaua střetla s anglickým týmem Chelsea FC, německým FC Schalke 04 a švýcarským FC Basilej).
V únoru 2014 přestoupil 6 měsíců před koncem smlouvy do tureckého Trabzonsporu. V téže sezoně 2013/14 Steaua obhájila ligový titul, na němž měl svou zásluhu i Bourceanu.
Hned v létě 2014 se však do Steauy vrátil, nejprve na roční hostování, po jehož uplynutí rozvázal smlouvu s Trabzonsporem a do Steauy se vrátil na přestup.
V zimě 2017 se opět rozhodl zkusit štěstí v zahraničí a jako volný hráč se upsal ruskému klubu Arsenal Tula.

## Reprezentační kariéra
V rumunském reprezentačním A-mužstvu debutoval 11. února 2009 v přátelském zápase proti Chorvatsku, kde se dostal na hřiště v 72. minutě. Rumunsko podlehlo soupeři 1:2. Atmosféru dalšího reprezentačního utkání okusil poté až v roce 2011.